# Jean Védrine
Pour l’article ayant un titre homophone, voir Jean Védrines.
Pour les articles homonymes, voir Védrine.
Jean Védrine est un homme politique et un militant associatif français né le 14 mars 1914 à Lyon et mort le 25 janvier 2010 à Bois-Colombes.

## Biographie

### Études
Il fait ses études chez les Frères Maristes à Saint-Chamond dans la Loire, collège réputé pour sa pédagogie moderne, dite alors à l'anglaise, où avait été formé Antoine Pinay.

### Seconde Guerre mondiale
Le 6 juin 1940, il fait partie du 112e régiment d'infanterie alpine quand il est fait prisonnier à Omiécourt dans la Somme. Il est ensuite prisonnier de guerre (PG) au Stalag VIIIC à Sagan, en Silésie. Il est élu par les prisonniers, en application des Conventions de Genève, « homme de confiance » chargé des négociations avec les autorités allemandes sur les conditions de vie des prisonniers. Fin août 1942, gravement malade, il est rapatrié en France.
Il est recruté en novembre 1942 au Commissariat de Reclassement des Réfugiés de guerre, dirigé par Maurice Pinot, « maréchaliste » anti-Laval, hostile à la collaboration, favorable à une résistance des anciens prisonniers. Il y fait la connaissance de François Mitterrand. « Après 48 heures, nous étions amis et même complices » déclarera-t-il à Pierre Péan. En janvier 1943, Maurice Pinot est limogé par Laval et remplacé par André Masson, collaborationniste militant. Les cadres supérieurs du Commissariat de Reclassement des Réfugiés de guerre démissionnent et créent le mouvement d'anciens prisonniers résistants, surnommé à l'époque Pin-Mitt (Pinot-Mitterrand), qui se fondera en 1944 dans le Mouvement national des prisonniers de guerre et déportés (MNPGD). Au printemps 1943, Maurice Pinot, pour les protéger, fait décorer de la francisque, grâce au docteur Ménétrel, les cadres qui avaient démissionné en même temps que lui. Ce groupe sera appelé  « vichysto-résistant », selon l'expression forgée par l'historien Jean-Pierre Azéma,.

### Après-guerre
En avril 1945, il devient, à la demande des dirigeants du MNPGD, président de la Fédération nationale des prisonniers de guerre, mouvement issu des différents réseaux de résistance formés par d'anciens prisonniers.
En janvier 1947, il est choisi par François Mitterrand, ministre des Anciens combattants, comme directeur adjoint de son cabinet. Il restera auprès de François Mitterrand, secrétaire d'État à l'Information, puis ministre de la France d'Outre-Mer. Il fournira alors à Paul-Émile Victor et à son équipe les autorisations et moyens nécessaires pour reprendre leurs expéditions. Il quitte ses fonctions en 1952.
Dans les années 1950, Jean Védrine crée un centre d'études financé par Maurice Pinot, entre-temps créateur des parfums Carven. Préoccupés par la situation au Maroc, ils agissent pour que l'indépendance se fasse pacifiquement. Jean Védrine agit auprès des gouvernements français, jusqu'en 1955, faisant le lien depuis Paris avec les représentants de Mohammed V, alors déporté à Madagascar, et les jeunes nationalistes marocains. Il agit avec François Mauriac dans ce combat. En 1953, il convainc François Mitterrand de signer avec Albert Camus, Alain Savary et Louis Vallon, le Manifeste France-Maghreb demandant l'application des droits de l'homme en Afrique du Nord. En 1955, il organise la Conférence nationale pour la solution du problème franco-marocain. Mohammed V décernera à Jean Védrine les plus hautes distinctions marocaines et Hassan II rendra hommage à son action.
Dans les années 1960, Jean Védrine est vice-président de la Fédération nationale des parents d'élève. Il écrit Les parents, l'école. En 1968-1969, il est consulté par Edgar Faure sur les réformes de l'éducation.
Dans les années 1970, il crée avec Maurice Denuzière l'association France-Louisiane.
Après l'élection de François Mitterrand à la présidence de la République, en mai 1981, Jean Védrine, toujours très proche ami, crée en soutien le club Propositions.
Jean Védrine est le père d'Hubert Védrine, conseiller diplomatique puis secrétaire général de l'Élysée de François Mitterrand, et enfin ministre des Affaires étrangères du gouvernement de Lionel Jospin (1997-2002) sous la présidence de Jacques Chirac.

## Distinctions
- Croix de guerre 1939-1945
- Médaille de la Résistance française avec rosette (décret du 31 mars 1947)[5] ;
- Médaille militaire
- Chevalier de la Légion d'honneur
- Ordre de la Francisque

## Ouvrage
- Jean Védrine, Dossier PG-Rapatriés, 1940-1945, 1987 (recueil de témoignages, d'informations et de commentaires sur les activités des prisonniers de guerre évadés)